# Mahmud Essawy
Mahmud Essawy (in arabo ﻣﺤﻤﻮﺩ  ﺍلعيساوي‎?, Maḥmūd al-ʿĪsāwī; 1917 – 1945) è stato un politico e terrorista egiziano.
Militante del Partito Nazionale (ma sospettato di essere un iscritto alla Fratellanza Musulmana - che ucciderà nel 1948 il Primo ministro Mahmud al-Nuqrashi - e di nutrire simpatie naziste, malgrado dichiarasse agli inquirenti di appartenere al partito del Wafd), assassinò per motivi politici Ahmed Maher Pascià, Primo ministro wafdista dell'Egitto dal 10 ottobre 1944 al 24 febbraio 1945.